# 빅터 펠럿
빅터 펠럿(Victor Pellot, 1927년 11월 1일 ~ 2005년 11월 29일)은 푸에르토리코 출신의 전 메이저 리그 베이스볼 1루수이다. 그는 메이저 리그 시절에는 빅 파워(Vic Power)라는 이름을 사용했다.